# Brain Challenge
Brain Challenge est un jeu vidéo d'exercice mental, comportant des «énigmes d'exercice cérébral». Le jeu a été développé par Gameloft Beijing pour les téléphones mobiles et les iPod et est sorti le 5 septembre 2007. Il a été suivi d'une version Nintendo DS le 8 janvier 2008, d'une sortie Xbox Live Arcade le 12 mars 2008 et d'un lancement PlayStation 3 le 27 novembre 2008. La version N-Gage 2.0 a été publiée le jour du lancement du service, le 3 avril 2008,. Une version pour WiiWare a été publiée au Japon le 14 octobre 2008, en Europe le 7 novembre 2008 et en Amérique du Nord le 10 novembre 2008. La version Wii utilise également Miis pour le profil des joueurs. OnLive avait également lancé sa nouvelle plate-forme de jeu en streaming avec Brain Challenge le 27 juillet 2010. Le 20 janvier 2011, le jeu est sorti pour Mac OS X.

## Gameplay
Le jeu est également structuré comme Big Brain Academy en ce que les puzzles sont divisés en quatre catégories distinctes: logique, mathématiques, visuel et focus ; la version Xbox Live Arcade, PlayStation 3, PSP, Wii, Nintendo DS et PC ajoutent une cinquième catégorie, la mémoire. Les puzzles peuvent être joués à trois niveaux de difficulté et des puzzles plus complexes sont débloqués à travers la progression d'un joueur dans le jeu.
Beaucoup de puzzles sont similaires à ceux de Big Brain Academy et Brain Age. Par exemple, Balance montre différents objets sur des échelles, et le joueur doit déterminer à partir des relations sur les échelles quel est l'objet le plus lourd. Dans le test Trout Route, le joueur doit suivre un chemin basé sur la relation numérique progressive donnée (c'est-à-dire +2, -3, etc. ) Voyager nécessite que le joueur mémorise un itinéraire de flèches, tandis que Ascending permet au joueur de déterminer l'ordre d'un groupe d'objets du moins au plus grand nombre. Bouncing Ball permet au joueur de déterminer le plus rapidement possible la balle qui rebondit le plus haut.

## Multijoueur
La version Nintendo DS prend en charge jusqu'à trois joueurs multijoueurs via la connexion Wi-Fi Nintendo, tandis que les versions Xbox Live Arcade, PlayStation Network et OnLive proposent jusqu'à quatre joueurs multijoueurs Xbox Live hors ligne et en ligne, ainsi que des classements en ligne. La version pour téléphone mobile propose également un classement en ligne.